# Sitio de Cadaqués
El sitio de Cadaqués 1655, fue una operación militar concebida por los franceses durante la Sublevación de Cataluña, en la que una empresa mixta entre un ejército terrestre y una flota francesa que transportaba tropas terrestres sitiaron la plaza de Cadaqués en el Ampurdán.

## Antecedentes
En el año 1655 el ejército francés inició un nuevo ataque en el frente catalán. Para levantar el bloqueo de Rosas, había que tomar Cadaqués. La operación fue concebida como una empresa mixta en que un ejército terrestre pondría sitio a la villa mientras una flota que transportaba por otro lado tropas terrestres sitiarían la plaza por la fachada marítima.

## El ejército francés
El ejército terrestre estaba formado por la compañía de guardias de Armando de Borbón-Conti, la caballería de Aubeterre, Mérinville y Cauvisson y los regimientos de infantes de Vaissaux-Candale, y los de Hocquincourt, Normandie y Champagne. Por su parte la flota que salió de Agda transportaba los regimientos de Poitou, Marine, Royal (irlandois), Mercoeur y Provence. La flota estaba compuesta por 6 barcos comandados por Luis II de Vendôme (con los buquesː almirante La Lune de 48 cañones botado el 1641, vicealmirante Le Mercoeur de 70 cañones, Le César de 54 cañones botado el 1648, Anna de 46 cañones botado el 1650, Le Dragon de 46 cañones botado el 1646, Le Samuel), al menos una galiota y 6 galeras comandadas por Gaspar de Comminges de la Ferrière (La Ferrière, La Collongue, La Mercoeur, La Montréal, La Castelane y La Boisise).

## El asedio
Bloqueada por mar y tierra, la plaza tenía la trinchera abierta el 10 de mayo. El día 27 de mayo la plaza capitulaba.

## Consecuencias
Una vez liberadas las tropas francesas fueron a poner sitio a Castellón de Ampurias tomada el 10 de julio. En cuanto a la flota, las galeras fueron entre Córcega y Cerdeña a hacer el corso, pero una tormenta  provocó la pérdida de 5 de ellas.  
Los franceses ya no abandonarían Cadaqués hasta el final del conflicto con el tratado de los Pirineos en 1659 aunque la guarnición pasaba hambre y los soldados desertaban. En 1658 se encontraba allí de guarnición el regimiento de Andouville.